# Relikt (Botanik)

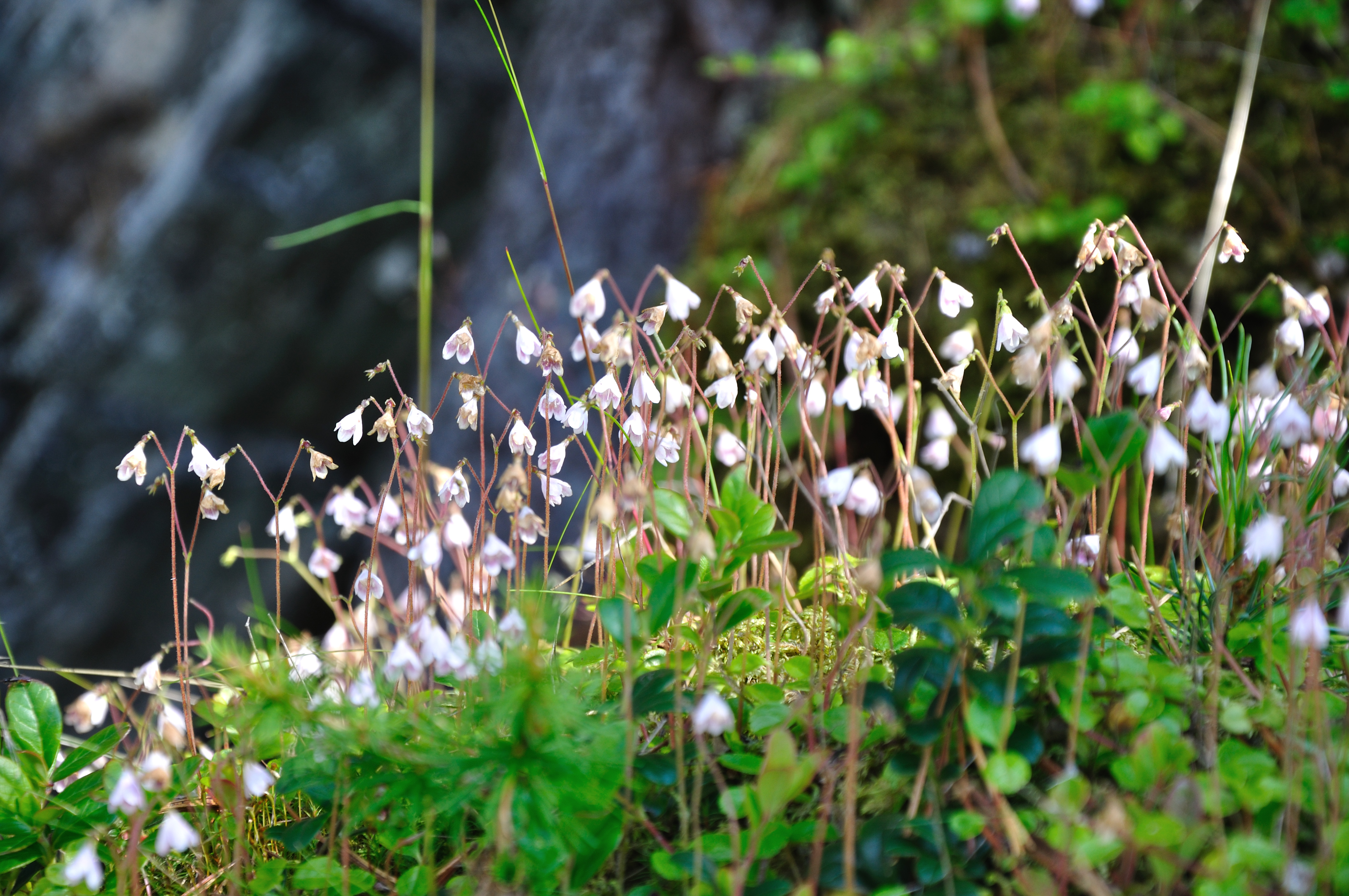
In Norddeutschland eine glaziale Reliktart: Das Moosglöckchen

Bei einem Relikt (beziehungsweise einer Reliktart) handelt es sich in der Geobotanik um Pflanzenarten an einem Standort, dessen klimatische Bedingungen nicht mehr die für diese Art typischen Voraussetzungen erfüllt. Während sich die Wuchsgebiete der Stammpopulation aufgrund von Klimaveränderungen verlagert haben, konnten einige kleinere Vorkommen (zumeist am Rand des ehemaligen Verbreitungsgebietes in Refugialräumen) unter den veränderten Bedingungen überdauern. Durch ihr nunmehr isoliertes Vorkommen ist der Gen- und Diasporenaustausch eingeschränkt. Zudem besitzen sie unter den ungünstigen Standortbedingungen kein Ausbreitungsvermögen mehr; sie können sich nur noch an den bisherigen Wuchsorten fortpflanzen und behaupten. Wird eine Reliktart entfernt, kann sie sich nicht mehr regenerieren und der Standort wird von anderen Pflanzenarten übernommen.
Bisweilen spricht man auch bei ganzen Biomen von Relikten, so etwa bei der „Tertiärrelikt-Hypothese“ der kanarischen Gebirgs-Lorbeerwälder.

## Einteilung
Die vorkommenden Glazial- und Xerothermrelikte werden in drei Gruppen eingeteilt:
- Regressive Relikte wie die Alpen-Kuhschelle sind stark zurückgegangen.
- Konservative Relikte weisen isolierte Wuchsorte auf, so zum Beispiel Moorstandorte. Zu diesen Relikten zählen die Alpen-Rasenbinse oder die Verarmte Segge.
- Progressive Relikte sind auf anthropogene Flächen gewechselt, beispielsweise die Erd-Segge oder das Wiesen-Rispengras.

## Verbreitung
Zu den Reliktstandorten gehören Hochmoore, Steinschuttfluren, Berggipfel und Schwermetallböden. Man findet sie etwa in den südlichen Alpen als Felsspaltenfluren. In Mitteleuropa kann nach Ellenberg die Bunte Erdflechtengesellschaft als Reliktgesellschaft der postglazialen Wärmezeit aufgefasst werden.

## Beispiele
Floristisch vielfältige Reliktgesellschaften aus dem Tertiär findet man im submediterranen Raum. Im Speziellen als Glazialrelikt beherbergen beispielsweise kühle, saure Moorgewässer im Alpenvorland die seltene Gesellschaft der Kleinen Teichrose (Nupharetum pumilae). Im Gebiet der Karnischen Alpen findet man auch heute noch auf den Überdauerungsort beschränkt beispielsweise Blaues Mänderle (Paederota bonarota) oder Schopfteufelskralle (Physoplexis comosa, früher Phyteuma sieberi benannt). In der Pannonischen Florenprovinz treten u. a. Tátorján-Meerkohl und Europa-Hornmelde als eiszeitliche Kältesteppenrelikte auf.
Ein Beispiel für ein Glazialrelikt im norddeutschen Raum ist das Moosglöckchen (Linnaea borealis L.), das sich dort während der letzten Kaltzeit ausgebreitet hat und heute durch zu warme Winter als Reliktart geführt wird.